# Anke Scholz
Anke Scholz (Berlín, Alemania, 25 de noviembre de 1978) es una nadadora alemana retirada especializada en pruebas de estilo libre, donde consiguió ser subcampeona olímpica en 1996 en los 4x200 metros.

## Carrera deportiva
En los Juegos Olímpicos de Atlanta 1996 ganó la medalla de plata en los relevos de 4x200 metros estilo libre, con un tiempo de 8:01.55 segundos, tras Estados Unidos (oro) y por delante de Australia (bronce).